# Pieńkowce
Pieńkowce – wieś na Ukrainie w rejonie tarnopolskim należącym do obwodu tarnopolskiego.
We wsi urodził się Placyd Zdzisław Dziwiński (1851-1936) – polski matematyk, profesor szkoły realnej w Jarosławiu, profesor matematyki, w roku akademickim 1893/1894 rektor Szkoły Politechnicznej we Lwowie/
Do 2020 w rejonie podwołoczyskim.